# بينولا
بينولا هي بلدة، في أستراليا، تقع في جنوب أستراليا، بلغ عدد سكانها 1,592  نسمة وذلك حسب إحصائيات سنة 2016، رمزها البريدي هو 5277.

## المناخ
يظهر الجدول التالي التغييرات المناخية على مدار السنة لبينولا:
| البيانات المناخية لـبينولا        | البيانات المناخية لـبينولا | البيانات المناخية لـبينولا | البيانات المناخية لـبينولا | البيانات المناخية لـبينولا | البيانات المناخية لـبينولا | البيانات المناخية لـبينولا | البيانات المناخية لـبينولا | البيانات المناخية لـبينولا | البيانات المناخية لـبينولا | البيانات المناخية لـبينولا | البيانات المناخية لـبينولا | البيانات المناخية لـبينولا | البيانات المناخية لـبينولا |
| الشهر                             | يناير                      | فبراير                     | مارس                       | أبريل                      | مايو                       | يونيو                      | يوليو                      | أغسطس                      | سبتمبر                     | أكتوبر                     | نوفمبر                     | ديسمبر                     | المعدل السنوي              |
| --------------------------------- | -------------------------- | -------------------------- | -------------------------- | -------------------------- | -------------------------- | -------------------------- | -------------------------- | -------------------------- | -------------------------- | -------------------------- | -------------------------- | -------------------------- | -------------------------- |
| الدرجة القصوى °م (°ف)             | 44.0 (111.2)               | 44.1 (111.4)               | 41.3 (106.3)               | 34.6 (94.3)                | 28.5 (83.3)                | 20.4 (68.7)                | 22.0 (71.6)                | 24.5 (76.1)                | 31.2 (88.2)                | 33.6 (92.5)                | 39.5 (103.1)               | 42.9 (109.2)               | 44.1 (111.4)               |
| متوسط درجة الحرارة الكبرى °م (°ف) | 26.3 (79.3)                | 27.3 (81.1)                | 24.5 (76.1)                | 21.0 (69.8)                | 17.0 (62.6)                | 14.0 (57.2)                | 13.6 (56.5)                | 14.7 (58.5)                | 16.6 (61.9)                | 19.2 (66.6)                | 21.8 (71.2)                | 24.5 (76.1)                | 20.0 (68.0)                |
| متوسط درجة الحرارة الصغرى °م (°ف) | 11.8 (53.2)                | 12.0 (53.6)                | 11.2 (52.2)                | 9.0 (48.2)                 | 7.2 (45.0)                 | 5.2 (41.4)                 | 4.5 (40.1)                 | 5.2 (41.4)                 | 6.5 (43.7)                 | 7.4 (45.3)                 | 9.0 (48.2)                 | 10.7 (51.3)                | 8.3 (46.9)                 |
| أدنى درجة حرارة °م (°ف)           | 3.0 (37.4)                 | 2.3 (36.1)                 | 2.8 (37.0)                 | 0.0 (32.0)                 | −0.5 (31.1)                | −2.2 (28.0)                | −3.2 (26.2)                | −1.0 (30.2)                | −0.4 (31.3)                | 0.1 (32.2)                 | 0.2 (32.4)                 | 1.3 (34.3)                 | −3.2 (26.2)                |
| معدل هطول الأمطار مم (إنش)        | 25.2 (0.99)                | 20.8 (0.82)                | 33.2 (1.31)                | 52.9 (2.08)                | 71.2 (2.80)                | 81.6 (3.21)                | 101.9 (4.01)               | 91.7 (3.61)                | 76.6 (3.02)                | 61.0 (2.40)                | 46.3 (1.82)                | 40.2 (1.58)                | 702.6 (27.65)              |
| متوسط الأيام الممطرة (≥ 0.2mm)    | 7.5                        | 6.0                        | 8.6                        | 11.9                       | 15.7                       | 16.3                       | 18.7                       | 19.6                       | 16.6                       | 13.7                       | 11.6                       | 10.8                       | 157                        |
| المصدر: Bureau of Meteorology     |                            |                            |                            |                            |                            |                            |                            |                            |                            |                            |                            |                            |                            |

## أعلام
- سارا دوجلاس
- ديفيد بيلشر
- لورانس ولز